# Кастелкучо
Кастелкучо је насеље у Италији у округу Тревизо, региону Венето.
Према процени из 2011. у насељу је живело 1876 становника. Насеље се налази на надморској висини од 189 м.

## Становништво
| 1951. | 1961. | 1971. | 1981. | 1991. | 2001. | 2011. |
| ----- | ----- | ----- | ----- | ----- | ----- | ----- |
| 1.600 | 1.350 | 1.304 | 1.648 | 1.693 | 1.871 | 2.189 |